# Philodromus brachycephalus
Philodromus brachycephalus là một loài nhện trong họ Philodromidae.
Loài này thuộc chi Philodromus. Philodromus brachycephalus được George Newbold Lawrence miêu tả năm 1952.